# Bobánovics Jenő
Bobánovics Jenő (Csáktornya, 1904. április 7. – Budapest, 1983. október 16.) kommunista politikus, Somogy, majd Baranya vármegye főispánja.

## Élete
Katolikus, hétgyermekes családba született, édesapja Bobánovics Kálmán mézesbábos, édesanyja Virág Erzsébet. A pécsi belvárosi elemi iskolába járt, majd a négy polgárit is elvégezte, péknek tanult. 1924 és 1925 között tanonc volt, majd az 1930-as években saját sütödét is nyitott. Sütő iparigazolványát 1930-ban szerezte, de már a következő évben beszüntette tevékenységét. Újabb igazolványt kapott 1932-ben, de 1933-tól előbb szüneteltette, majd 1936-ban hivatalosan is beszüntette. Ipartestületi nyilvántartás szerint 1939-ig péksegéd volt.
Szakmáján felül korán bekapcsolódott a politikai életbe is a szakszervezeti mozgalmon keresztül. 1926-tól az Élelmezési Munkások Szabad Szakszervezete pécsi csoportjának tagja, majd a szakcsoport könyvtárosa, az év végétől pedig jegyzője. 1933 elejétől szakszervezetének elnöke lett, mely tisztét 7 éven keresztül látta el. 1944-ben lett a szakmaközi bizottság elnöke és a szakcsoport tiszteletbeli örökös elnöke. 1920-ban lépett be a Magyarországi Szociáldemokrata Pártba, ahol 1940 végétől a végrehajtó bizottság alelnöke volt. 1944-ben beválasztották az Ideiglenes Nemzetgyűlésbe. Tagja volt Pécs város Intézőbizottságának, Baranya vármegye és Pécs város Nemzeti Bizottságának és a városi törvényhatósági bizottságnak is. 1947 novemberében Somogy vármegye és Kaposvár város főispánjává nevezték ki. 1948-ban belépett a Magyar Dolgozók Pártjába annak ellenére is, hogy a két munkáspárt egyesítésével nem értett egyet. Somogyból 1949 júliusában Baranya vármegye és Pécs város főispáni székébe került, ő töltötte be utolsóként ezt a tisztet. 1953-ban koholt vádak alapján az ÁVH letartóztatta, négy év letöltendő börtönbüntetésre ítélték. 1956-ban szabadult, ekkor raktárosként helyezkedett el, majd 1964-ben innen vonult nyugállományba.